# Ваганян, Ирина Викторовна
Ирина Викторовна Ваганян (Ерусланова; род. 18 июня 1963) — советская и армянская шахматистка.
Чемпионка СССР среди девушек. Участница 2-х чемпионатов СССР (1978 и 1983) и 2-х первенств СССР между командами союзных республик (1985 и 1986).
Живёт в Германии и работает в сфере IT.

## Спортивные результаты
| Год  | Город     | Турнир                                                                            | + | − | =  | Результат | Место |
| ---- | --------- | --------------------------------------------------------------------------------- | - | - | -- | --------- | ----- |
| 1978 | Николаев  | 38-й чемпионат СССР среди женщин                                                  | 1 | 6 | 10 | 6 из 17   | 15—16 |
| 1983 | Вильнюс   | 43-й чемпионат СССР среди женщин                                                  | 6 | 6 | 5  | 8½ из 17  | 9—10  |
| 1985 | Волгоград | 17-е первенство СССР между командами союзных республик (в составе команды Москвы) |   |   |    |           | 3     |
| 1986 | Минск     | 18-е первенство СССР между командами союзных республик (в составе команды Москвы) |   |   |    |           | 3     |

## Семья
- Муж — Рафаэль Ваганян[3]
  - Сын — Армен
  - Дочь — Люсинэ